# 吴瑛 (神经病学家)
吴瑛（1963年9月23日—2024年7月10日），女，安徽合肥人，美籍华人神经病学家，曾任美国西北大学费恩伯格医学院神经病学教授。

## 生平
1963年生于安徽省合肥市，1980年考入上海第一医学院（现复旦大学上海医学院），1986年毕业获得上海医科大学（1985年上海第一医学院改名）医学学士学位。同年赴美国斯坦福大学留学，1991年获博士学位，博士学位论文题目为《乙肝病毒的分子研究》（英語：Molecular studies of hepatitis B virus）。其博士论文开篇第八页注明，"Dedicated to the memory of martyrs of June Fourth, 1989"（“谨以此文纪念一九八九年六月四日的烈士”）。
1994年加入圣路易斯华盛顿大学担任助理教授，2001年升任副教授；2003年担任范德比尔特大学教授；2005年担任西北大学费恩伯格医学院教授。后兼职担任北京清华大学长江学者讲座教授、中国科学院生物物理研究所研究员。
2024年7月10日在美国伊利诺伊州芝加哥市自杀，生前其实验室被校方通知关闭。《南华早报》称其实验室的关闭与美国联邦政府的“中国行动计划”有关。吴瑛去世后，其任职的西北大学费恩伯格医学院没有发布任何纪念或讣告，并删除了关于她的教师介绍网页以及关闭了其实验室网站，同时拒绝关于她的任何采访报道。2025年，其女饒婕對西北大學歧視吳瑛提起民事訴訟。

## 家庭
前夫饶毅，生物学家。

## 荣誉
吴瑛以研究RNA剪接的分子生物学著名。曾获中国国家自然科学基金委员会“国家杰出青年基金”B类。